# 萧明祥
萧明祥（1940年—），男，广西临桂人，中国举重运动员、教练员，运动健将，国家级教练员。